# Miocora dualis
Miocora dualis – gatunek ważki z rodziny Polythoridae. Występuje na terenie Ameryki Południowej; znany jest jedynie z miejsca typowego w prowincji Imbabura w północno-zachodnim Ekwadorze. Pierwszy opis gatunku został opublikowany w 1878 roku; brak późniejszych stwierdzeń.